# Alana Beard
Alana Monique Beard (Shreveport, 14 maggio 1982) è un'ex cestista statunitense, professionista nella WNBA.

## Carriera
È stata selezionata dalle Washington Mystics al primo giro del Draft WNBA 2004 (2ª scelta assoluta).
Con gli Stati Uniti ha disputato i Campionati mondiali del 2006.

## Palmarès
- Campionato WNBA: 1

Los Angeles Sparks: 2016
- 2 volte WNBA Defensive Player of the Year (2017, 2018)
- All-WNBA Second Team (2006)
- 5 volte WNBA All-Defensive First Team (2007, 2012, 2016, 2017, 2018)
- 4 volte WNBA All-Defensive Second Team (2005, 2006, 2009, 2014)
- Migliore nelle palle recuperate WNBA (2017)